# 加藤将
加藤 将（かとう しょう、1992年9月21日 - ）は、日本の俳優。TRUSTAR所属。放送芸術学院専門学校卒業。

## 人物
- 好きな食べ物は、焼肉・天丼・カレー・サムゲタン。韓流ドラマが好き[5]。
- 毎日必ずする事は、朝 犬の仏壇におはよう！と挨拶し、寝る前に犬の仏壇におやすみ！を言う事[5]。
- テニスの王子様の原作を読み憧れ、中高6年間ソフトテニスをしていた。俳優を目指すキッカケの1つにミュージカル『テニスの王子様』に出る事があった[6]。
- 俳優になると決めた時、家族に反対される中、祖母だけが応援してくれていた。おばあちゃんっ子を公言しており、公式Twitterでもツーショットの写真を載せている[6]。

## 出演

### 舞台
2012年 - 2018年
- 岩崎夏海監修 ミュージカル『甲子園だけが高校野球ではない』（2012年9月8日・9日、森ノ宮ピロティホール） - 野球部員 役
- ミュージカル『テニスの王子様』3rdシーズン - 9代目 乾貞治 役
  - 青学vs六角（2016年12月22日 - 2017年2月12日、TOKYO DOME CITY HALL 他）
  - Dream Live 2017（2017年5月26日 - 28日、横浜アリーナ）
  - 青学vs立海（2017年7月14日 - 10月1日、TOKYO DOME CITY HALL 他）
  - TEAM Party SEIGAKU・ROKKAKU（2017年10月26日 - 11月5日、AiiA 2.5 Theater Tokyo 他）
  - 青学vs比嘉（2017年12月21日 - 2018年2月18日、TOKYO DOME CITY HALL 他）
  - Dream Live 2018（2018年5月5日 - 20日、横浜アリーナ 他）

- 舞台『刀剣乱舞』悲伝 結いの目の不如帰（2018年6月2日 - 7月29日、明治座 他） - 大包平 役
- シェイクスピア『夏の夜の夢』2018（2018年9月14日 - 17日、三越劇場）- ライサンダー 役
- 舞台 『銀河英雄伝説 Die Neue These』（2018年10月25日 - 28日、Zepp DiverCity TOKYO）- ジークフリード・キルヒアイス 役
- 演劇集団Z-Lion 第10回公演『思い出すならAnotime』（2018年11月28日 - 12月2日、シアターサンモール）- りょう 役

2019年
- 舞台『逆転裁判 -逆転のGOLD MEDAL-』（2019年1月16日 - 21日、シアター1010）- 主演 成歩堂龍一 役
- 舞台『70億分の1の恋 ～告白実行委員会〜』（2019年3月6日 - 15日、CBGKシブゲキ!!） - 芹沢春輝 役
- 100点un・チョイス！5周年記念公演 第6回本公演  舞台『ヒロイン』 （2019年4月13日 - 21日、東京芸術劇場 シアターウエスト）- 成田優太 役
- 『銀河英雄伝説 Die Neue These』〜第二章 それぞれの星〜（2019年5月30日 - 6月9日、Zepp DiverCity TOKYO / Zepp Namba） - ジークフリード・キルヒアイス 役
- 舞台『刀剣乱舞』 慈伝 日日の葉よ散るらむ（2019年6月14日 - 8月4日、品川プリンスホテル ステラボール 他） - 大包平 役
- ミュージカル『アルスラーン戦記』（2019年9月5日 - 16日、シアター1010 他） - ダリューン 役
- 『銀河英雄伝説 Die Neue These』〜第三章 嵐の前〜（2019年10月24日 - 11月3日、Zepp DiverCity TOKYO / Zepp Namba） - ジークフリード・キルヒアイス 役
- テイルズ オブ ザ ステージ -光と影の正義-（2019年12月5日 - 15日、天王洲 銀河劇場）- 主演フレン・シーフォ 役

2020年
- 狂言公演「能楽男師～柿山伏・附子～」 (2020年1月25日、宝生能楽堂）-  主演「柿山伏」山伏 役・「附子」太郎冠者 役
- 朗読劇『TAMERS』※東京公演のみ (2020年、有楽町よみうりホール　※公演延期）- 富樫ヨシヤ 役
- 舞台『タンブリング』2020 （2020年4月19日 - 5月10日、TBS赤坂ACTシアター 他）-　岩崎和寛 役 ※公演延期、延期公演には未出演
- 舞台『ギリシャ神話劇場 神々と人々の日々』（2020年5月16日 - 23日、渋谷区文化総合センター大和田 さくらホール） - アレス役 ※公演中止
- PLATTO朗読劇『透明な檻』（2020年6月7日、PLATTO） - 宮原晴斗 役
- Fate/Grand Order THE STAGE -冠位時間神殿ソロモン-（2020年10月18日、TACHIKAWA STAGE GARDEN / 2020年10月24日 - 30日、東京国際フォーラム ホール） - クー・フーリン 役
- ロンドンコメディ 『Run For Your Wife』（2020年12月16日 - 12月20日, 2021年1月13日-17日、六行会ホール） - トラウトン警部 役 ※Wキャスト, 12月公演のみ出演

2021年
- アヒルと鴨のコインロッカー（2021年1月29日 ‐ 2021年2月7日、六本木トリコロールシアター　※公演延期）主演 
- 舞台『ハッピーハードラック』（2021年3月24日 ‐ 3月28日、シアターグリーン BIG TREE THEATER） ‐ 主演 渋谷 役
- 100点un・チョイス！第13回公演『ヒロイン』(再演)（2021年4月21日 ‐ 4月28日、シアターサンモール）
- 天才てれびくん the STAGE ～バック・トゥ・ザ・ジャングル～（2021年6月21日 ‐ 7月11日、渋谷区文化総合センター大和田 さくらホール 他） ‐ ウギラ 役
- BROADWAY MUSICAL「GLORY DAYS グローリー・デイズ」（2021年9月17日 ‐ 10月3日、博品館劇場） ‐ スキップ・トーマス 役
- ミュージカル 『魍魎の匣』（2021年11月10日 - 15日、オルタナティブシアター） - 久保竣公 役

2022年
- 歌劇『桜蘭高校ホスト部』（2022年1月15日 - 23日、天王洲 銀河劇場） ‐ 銛之塚崇 役
- 舞台『うらめしブギ』（2022年3月18日 - 27日、あうるすぽっと） ‐ 主演 南雨祈 役
- 舞台『紅葉鬼』～酒呑奇譚～（2022年5月8日 - 15日、シアター1010） ‐ 東谷准太 / 酒吞童子 役
- 舞台『薔薇王の葬列』（2022年6月10日 - 19日、日本青年館ホール） ‐ ケイツビー 役
- MUSICAL『モンブラン~黄昏のROUTE69~』（2022年7月8日 - 10日、CBGKシブゲキ!!）
- 『シャイニングモンスター 2nd STEP～てんげんつう～』（2022年7月30日 - 8月4日、浅草花劇場） - てんげんつうの男 役
- ミュージカル『エリザベート』（2022年10月9日 - 2023年1月31日、帝国劇場 他） - ジュラ 役

2023年
- BACKBEAT（2023年4月23日 - 5月31日、江戸川区総合文化センター 大ホール 他） - ジョージ・マーティン 役 他
- ミュージカル『ファントム』（2023年7月22日 - 9月10日、梅田芸術劇場 メインホール 他） - 文化大臣 役
- ミステリ・ミュージカル『ルームメイトと謎解きを』（2023年11月18日 - 26日、サンシャイン劇場）  - 志儀稔 役
- 朗読劇「ラストダンスは私に〜岩谷時子物語〜」（2023年12月12日、六行会ホール） - 草野浩二 役

2024年
- 獣愛ブースト音楽劇『Lamento -BEYOND THE VOID-』（2024年2月16日 - 25日、品川プリンスホテル ステラボール） - ライ 役
- ワーキング・ステージ『ビジネスライクプレイ3』（2024年5月3日 - 11日、新宿FACE）
- 朗読劇『むかしむかしあるところに、死体がありました。』（2024年4月18日、シアター1010）
- 舞台『川越ボーイズ・シング』-喝采のクワイア-（2024年6月22日 - 30日、シアターH） - 白鳥修治 役
- ミュージカル『暁のヨナ』（2024年7月20日 - 28日、シアターH） - ジェハ 役
- 音楽朗読劇『千夜星霜〜商人アンヘルトの宴は砂に歌う〜』（2024年8月21日 - 25日、あうるすぽっと） - アンヘルト 役
- 超ハジケステージ☆ボボボーボ・ボーボボ（2024年10月23日 - 10月31日、シアター1010） - 主演 ボボボーボ・ボーボボ 役

2025年
- シンる・ひま オリジナ・る ミュージカ・る 革命『もえ・る剣』（2024年12月27日 - 2025年1月2日、シアターH / 2025年1月18日・19日、サンケイホールブリーゼ） - 西郷頼母 役
- SUGARBOY 6th.“mini theater creation 2025”『春醒』（2025年5月21日 - 6月15日、OFF・OFFシアター）
- ミュージカル「エリザベート」（2025年10月10日 - 11月29日、東急シアターオーブ / 12月9日 - 18日、札幌文化芸術劇場 hitaru / 12月29日 - 2026年1月10日、梅田芸術劇場 メインホール / 1月19日 - 31日、博多座） - ジュラ 役

### テレビドラマ
- ギリシャ神話劇場 神々と人々の日々（2020年4月 - 6月、TOKYO MX 他） - アレス/ペルセポネ/トリトン 役

### Webドラマ
- スマボMovie第10弾『regret ~放課後の罠~』- イブキ役
- 2.85次元うたってにこりん☆（2020年12月12日 - 、youtubeチャンネル） - 木坂樹里 役
- 戦国炒飯TV ～なんとなく歴史が学べる映像～「60日後にしぬ信長と蘭丸」（2021年4月21日 - 6月21日、youtubeチャンネル) ‐ 織田信長 役
- オリジナルドラマ『逃げた花嫁before the stage（動画配信プラットフォーム ALLDAY） - タクヤ 役

### ライブ
- 戦国炒飯TV 配信LIVE うつけ坂49 初陣 （2020年11月21日、PIA LIVE STREAM） - 織田信長 役
- 戦国炒飯TV 武士ロックフェスティバル 2021 冬の陣 （2021年2月23日、パシフィコ横浜　※公演中止）
- 出張！うたってにこりん☆お遊戯会 （2021年10月2日、有楽町よみうりホール） - 木坂樹里 役

### テレビ番組
- 舞台『刀剣乱舞』悲伝 結いの目の不如帰 密着ドキュメンタリー （2018年7月5日・12日・19日・8月6日、テレビ東京）
- 2.5次元男子推しTV シーズン3 第2回（2018年11月23日、WOWOW） - ゲスト出演
- LIPSS～イノセントな囁き～（2019年2月19日 - 6月26日、テレビ埼玉・ニコニコ生放送）※不定期出演
- 痛快TV スカッとジャパン （2019年3月11日、フジテレビ） - 再現VTR出演
- 芸能人が考えたドッキリGP（2019年5月4日、フジテレビ）
- ボクらと島ネコ。（2019年10月10日 - 12月26日、テレビ神奈川）
- 加藤将・井澤巧麻　おでかけ！in 小田原（2020年5月18日・25日、ホームドラマチャンネル）
- 戦国炒飯TV ～なんとなく歴史が学べる映像～（2020年8月1日 - 、TOKYO MX・BS11 他） - 「うつけ坂49」 織田信長 役
- 音が出たら負け（2020年8月14日、日本テレビ）
- つぶし合いクイズバトル！悪意の矢（2020年9月28日、日本テレビ公式Youtubeチャンネル・日本テレビ）
- tkmkキッチン（2021年1月13日 - 、WOWOW）
- 筋肉といっしょ～脱げるカラダへ 美マッスル!!～（2021年4月2日 - 、日テレプラス）

### ラジオ番組
- 2.5次元男子放送部 （2018年8月10日・17日、TS ONE）
- 加藤将の超ラジオパワー‼︎‼︎‼︎‼︎‼︎（毎週木曜22:00～ライブ配信、radiotalk） - レギュラー出演

### Web CM
- SASALA webCM 「幼なじみの将くん」#キレイは突然必要に（2018年8月 - ）[61][62]

### Web配信
- 『黒羽麻璃央の僕ん家おいでよ』（ニコニコ生放送） 
  - 第1回（2018年2月2日）[63] - 麻璃央's mates 出演
  - 第2回【ゲスト：佐伯大地】（2018年3月3日） - 麻璃央's mates 出演
  - 第7回【ゲスト：有澤樟太郎】（2018年8月27日） [64] - 麻璃央's mates 出演
- 『加藤将のあんな あんな聞いてッ』（ニコニコ生放送）
- 『加藤将　はじめてのLINE LIVEっ！！！』（2018年7月30日）[65]
- ONSTAGE 特別配信　立石俊樹＆加藤将（2018年8月13日）
- 舞台「銀河英雄伝説」LINE LIVE 夏休みSP！（2018年8月21日）[66]
- 舞台「夏の夜の夢」スペシャル！（2018年9月13日、FRESH LIVE）
- 【第57回】『銀河英雄伝説』公式ニコ生番組「公式さんと語ろう！」（2018年10月11日、ニコニコ生放送)
- 『思い出すならAnotime』LINE LIVE（2018年11月22日）
- ヨルヨミ ＃21 加藤将の朗読ASMR「松の花」（2019年3月8日、ひかりTVチャンネル＋）
- 【第65回】『銀河英雄伝説』公式ニコ生番組「公式さんと語ろう！」（2019年5月9日、ニコニコ生放送）
- 人狼ゲーム×2.5次元俳優 ～負けたら抱き合ってパーン！～ （2019年8月26日 - 10月7日、Paravi）
- インプロラボ Session2（2019年9月2日 - 9月23日、dTVチャンネル）
- 「買えるバトルクラブ」”2週連続” 2.5次元俳優対決（2019年10月10日・10月17日、AbemaTV）
- 【第71回】『銀河英雄伝説』公式ニコ生番組「公式さんと語ろう！」（2019年10月15日、ニコニコ生放送）
- キャスト生出演！「テイルズオブザステージ ー光と影の正義ー」開幕直前特番（2019年12月2日、ニコニコ生放送）
- キャストサイズニュース年末2時間スペシャル （2019年12月18日、ニコニコ生放送）
- 加藤将＆宇野結也の「ニコ生しちゃうぞ！」(仮) supported by やっぱニコメン（2020年1月31日、ニコニコ生放送）
- TVドラマ「ギリシャ神話劇場 神々と人々の日々」最終話直前 緊急配信座談会（2020年6月19日、Zoom）
- 刀剣乱舞 大演練 ～控えの間～（2020年8月11日、DMM動画）
- WONDERFUL COOKING（2021年1月 - 、Youtubeチャンネル） - 木曜日レギュラー出演
- リアルタイム謎解きゲームショウ 『Voice Mystery』（2021年2月27日、Zaiko）
- 天才てれびくんthe STAGE 直前SP（2021年5月28日、ニコニコ生放送）

### イベント
主催イベント
- 加藤将26thバースデーイベント（2018年9月1日、東京総合美容専門学校 佐々木学園マルチホール / 10月14日 T・Bホール）
- 加藤将2019年カレンダー発売記念イベント（2018年11月24日、東京総合美容専門学校 佐々木学園マルチホール / 11月25日、MAY THEATER 中ホール）
- 第1回加藤将家族会議（ファンミーティング） （2019年3月24日、東京証券会館 / 3月30日、放送芸術学院ドリームホール）
- 加藤将 第2回 『カトザップ』バースデーイベント（2019年9月21日、全電通労働会館 / 9月22日、朝日生命ホール）
- 加藤将2020年カレンダー発売記念イベント（2019年12月21日、時事通信ホール / 12月22日、ホテルビナリオ梅田）
- ～Smile for you～加藤将 Fan Meeting in SHANGHAI（2020年2月22日、バンダイナムコ上海文化センター 未来劇場） ※公演延期
- 第2回加藤将家族会議（2020年8月1日、放送芸術学院ドリームホール / 8月2日、関交協ハーモニックホール） ※公演中止
- 『加藤将ファースト写真集 夢・現 ‐ゆめ・うつつ‐ 』発売記念イベント (2020年12月26日、大阪・紀伊國屋書店 グランフロント大阪店　名古屋・星野書店 近鉄パッセ店 / 12月27日、東京・HMV＆BOOKS SHIBUYA)
- 加藤将 第3回バースデーイベント（2021年1月10日、サンパール荒川・小ホール）※開催中止
- 加藤将FAN EVENT2021 ～チーズ in マンボウくん～ (2021年4月3日、東京証券会館)
- 1st DVD 『あっぱれ☀加藤将です！』先行発売イベント (2021年5月3日、ワイム貸会議室 四谷三丁目6階 / 5月4日、ブリーゼプラザ8F)
- 加藤将　29th Birthday Party ～ネバーランドの王様～（2021年12月5日、R’sアートコート）
- 加藤将 Fan event2022～となりのワンコ～（2022年7月24日、SHIDAXカルチャーホール）

ゲスト出演
- ニコニコ超会議2019 「超2.5次元俳優ステージ」（2019年4月28日、幕張メッセ）
- 【第64回】『銀河英雄伝説』公式ニコ生番組 「公式さんと語ろう！」特別編「舞台を100倍楽しく見るために！ググッと深堀！大解説！」（2019年5月6日、渋谷ユーロライブ）
- 舞台『銀河英雄伝説』銀河帝国キャストが贈る！スペシャルトークショー（2019年10月5日、LOFT9 Shibuya）
- ISAMU KATAYAMA BACKLASH NIGHT II DECADES （2019年10月8日、恵比寿ザ・ガーデンホール/代官山UNIT） - RUNWAY SHOW MODEL・トークショー出演
- ミュージカル『テニスの王子様』秋の大運動会 2019（2019年10月9日、横浜アリーナ）
- 「ボクらと島ネコ。」感謝祭 (2020年1月26日、サンパール荒川大ホール）
- テイルズオブザステージ プレミアムイベント in KOTOBUKIYA (2020年2月15日、コトブキヤ秋葉原館 4F イベントスペース） - 1日店長
- 加藤将×宇野結也トークイベント 「新世界へようこそ」（2020年2月16日、ベルサール神保町アネックス）
- 「加藤将・井澤巧麻　おでかけ！in 小田原」番組スペシャルイベント（2020年2月24日、東京・浅草橋ヒューリックホール）

その他
- SSH写真展企画 「2020 Photo Exhibition vol.12」- ゲストモデル

### 新聞
- 学生新聞

## 作品

### 書籍
- 『加藤将ファースト写真集　夢・現 －ゆめ・うつつ－』（2020年12月25日、主婦と生活社）
- 舞台『刀剣乱舞』5周年記念　OFFICIAL BOOK（2022年2月25日、マーベラス）

### キャラクターCD
| 発売日        | タイトル                                                       | 担当キャラクター                           | 楽曲                                                                    | 備考                                              |
| ------------- | -------------------------------------------------------------- | ------------------------------------------ | ----------------------------------------------------------------------- | ------------------------------------------------- |
| 2021年2月23日 | 王 魔王 Tonight                                                | 森蘭丸 with 織田信長（木津つばさ・加藤将） | 「王 魔王 Tonight」                                                     | 『戦国炒飯TV』関連CD                              |
| 2021年4月9日  | うたってにこりん☆ 大きな栗の木の下で～ネオ・ナーサリーライム～ | 木坂樹里（加藤将）                         | 「大きな栗の木の下で」 「大きな栗の木の下で～ネオ・ナーサリーライム～」 | 教育番組パロディショー『うたってにこりん☆』関連曲 |
| 2021年8月27日 | 処方箋男子 Vol.5 星名昴                                        | 星名昴                                     | -                                                                       | 『処方箋男子』シリーズ シチュエーションCD         |

### DVD
- 加藤将1st DVD 『あっぱれ☀加藤将です！』(2021年5月5日)